# 콰지모도

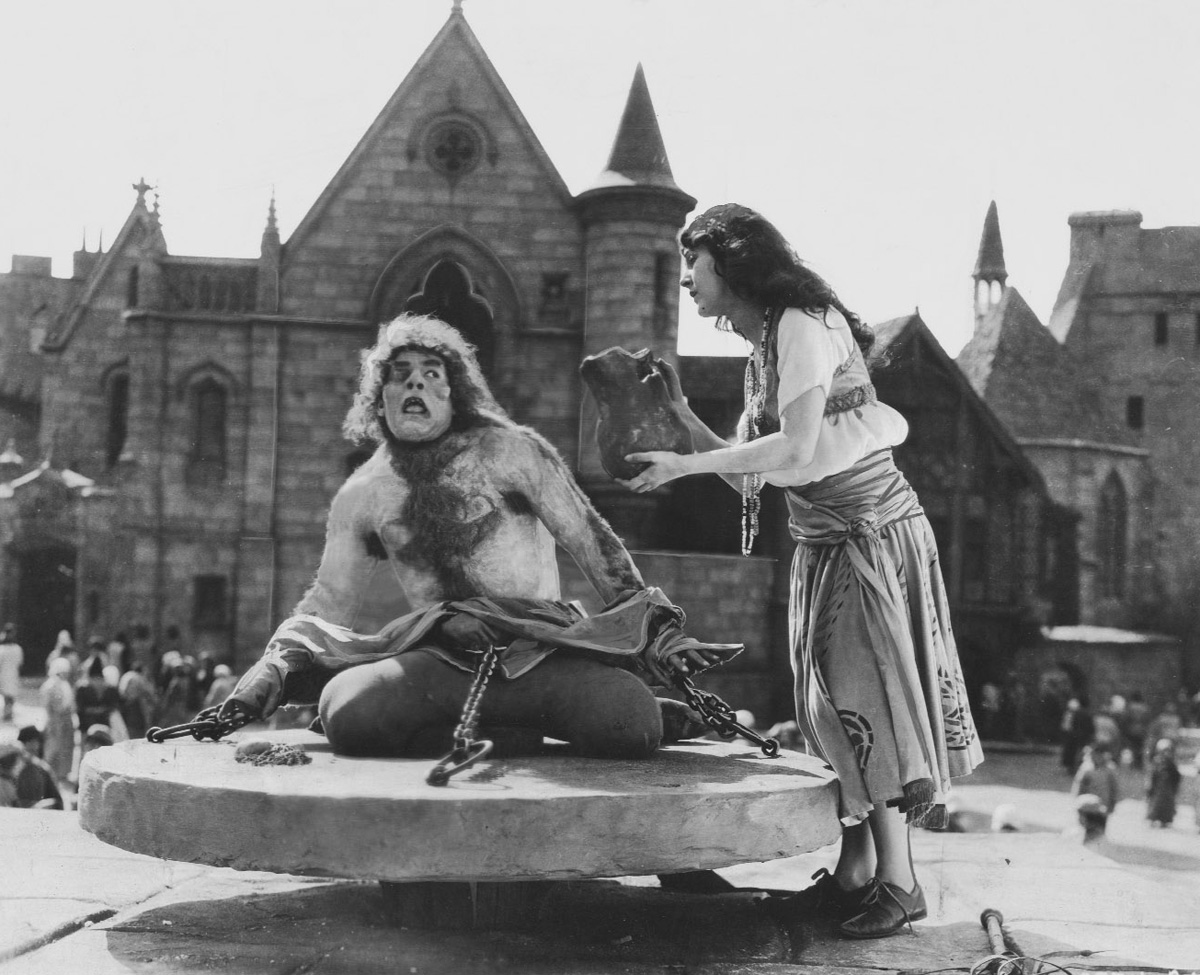

카지모도(프랑스어: Quasimodo)는 빅토르 위고의 파리의 노트르담(혹은 노트르담의 꼽추)에 등장하는 가상의 인물이다. 기형적 외모 때문에 사람들에게 두려움의 대상으로 멸시받는다.

## 작중 인물상
“끔찍한”, “악마의 탄생”등의 수식어를 달고, 태어났을 때부터 심각한 꼽추에, 커다란 무사마귀가 왼쪽 눈을 덮고 있다는 등 매우 흉한 외모로 묘사된다. 본래 집시 무리에서 태어났으나, 날때부터 흉측했던 생김새 때문에 예쁘고 작은 여자 아기와 몰래 바꿔치기 당한다(이 아기가 에스메랄다). 이후 아이 어미에게 발견되자마자 버려져서 노트르담 성당의 ′업둥이 침대′에서 부주교 프롤로에게 거둬진다. 갓난아기 주일, 즉 부활절 바로 다음 주일(Quasimodo Sunday)에 발견되었기 때문에 콰지모도라는 이름이 붙었다. 노트르담에서 성당의 종지기로서 자라나며, 그 과정에서 종소리 때문에 귀까지 먼다. 험상궂은 외모 때문에 질시받지만 그에 비해 선한 마음씨를 지녔다.

파리의 군중들에게 괴물 취급 받기 때문에 그를 기르고 교육한 양아버지 프롤로에게 주인과 종의 관계처럼 헌신하며 프롤로가 순찰나갈 때면 동행한다. 보통은 성당에서 거의 은둔하다시피 살면서 사람을 피해다닌다. 프롤로가 에스메랄다를 납치할 때 동행했다가(에스메랄다에게 해를 끼치고 싶지 않아했지만 주인같은 프롤로의 의지였으므로) 에스메랄다와 처음 대면한다. 근위대장 페뷔스가 현장을 포착하여 프롤로는 달아나고 콰지모도가 체포된다. 이후 죄인 공시대에 묶인 채 물을 달라는 그의 애원에 야유를 퍼붓는 대중들 틈에서 에스메랄다가 물을 주고, 아름다운 외모에 더해 난생 처음 남에게 받는 선행에 감동하여 사랑에 빠진다.

에스메랄다는 후에 음모에 휘말려서 살해죄를 뒤집어쓰고 마술을 부린다는 오명을 쓰고 교수형을 선고받는다. 죄인은 교수형에 처해지기 전 노트르담 성당에서 기도해야만 하기 때문에, 높은 발코니에서 이를 지켜보던 콰지모도는 때를 틈타 로프를 내려 에스메랄다를 성당의 꼭대기로 구출해간다. 그는 아래에서 올려다보는 구경꾼들에게 피난처를 통렬하게 부르짖는다.

그러나 콰지모도는 에스메랄다에게 선택받지 못한다. 이야기가 진행되면서 에스메랄다는 콰지모도의 친절을 차차 인지하지만, 그럼에도 불구하고 그의 추한 외모에 대해 마음 한 구석에 남은 원천적인 꺼려짐과 공포를 넘어서지 못한다. 콰지모도는 에스메랄다를 살피면서 보호하려고 하고, 프롤로가 그녀를 겁간하려고 방에 난입했을 때 그녀를 구해내기도 한다.

일련의 고난 끝에 부랑자들이 노트르담에 들이닥치고, 콰지모도가 그들을 막아내려고 노력하지만 페뷔스를 비롯한 군인들이 도착하기 전까지 멈춰지지 않는다. 콰지모도가 모르는 사이에 에스메랄다는 유인되어 프롤로에게 붙잡히고 처형된다. 콰지모도는 프롤로가 욕망을 위해 에스메랄다의 죽음을 불러일으켰음을 깨닫고, 절망하여 양아버지 프롤로를 성당에서 밀어 떨어뜨려 죽인다. 콰지모도는 다시는 돌아오지 않을 생각으로 노트르담 성당을 떠나서, 몽포콩 교수대로 간다. 교수대에 도착하자, 콰지모도는 남겨진 에스메랄다의 시체 옆에 눕는다. 콰지모도는 결국 에스메랄다의 시체를 끌어안은 채로 굶어죽고, 수년 후 발굴가들이 서로 뒤얽힌 두 유골을 파내어 발견한다. 그들이 두 유골을 분리하려고 손을 대자, 콰지모도의 유골이 바스라져서 먼지가 되어버린다.

작중 콰지모도는 에스메랄다에게 그와 페뷔스(피상적이고 이기적이지만 겉모습만큼은 준수한) 간의 차이점을 상징적으로 보여준다. 콰지모도는 두 개의 화병을 에스메랄다의 방에 놓아둔다. 한 개는 아름답지만 금이 간 크리스탈 화병에 시든 꽃들이 가득차 있고, 나머지 한 개는 초라한 솥에 아름답고 향기로운 꽃들이 가득차 있다. 이 때 에스메랄다는 크리스탈 화병에서 시든 꽃을 꺼내 열정적으로 가슴에 끌어안는다.